# 冤親債主 (電影)
是一部2017年美國超自然恐怖片，為史黛西·泰托執導，改編自羅伯特·戴蒙·舒納克的短篇小說《通往人體之島的橋》（The Bridge to Body Island）。
電影主演包括道格拉斯·史密斯、路西恩·拉維斯康、克萊希達·波訥斯、道格·瓊斯、凱莉-安·摩絲與費·唐娜薇。
該片2017年1月13日在美國上映。

## 劇情
故事敘述三名大學生闖進校外的一間老房子中，在那裡意外的喚醒了殺手惡靈「咒死魔」，使得該惡靈開始潛伏於四周並附身於人體、展開祂殘酷的殺戮行徑。唯一遠離祂的方法就是不要說出和想像其名字，但壟罩在恐懼中的人們卻難以忘卻祂的存在。

## 演員
- 道格拉斯·史密斯 飾 艾略特
- 路西恩·拉維斯康（英语：Lucien Laviscount） 飾 約翰
- 克萊希達·波訥斯（英语：Cressida Bonas） 飾 莎夏
- 道格·瓊斯 飾 咒死魔
- 凱莉-安·摩絲 飾 偵探蕭
- 費·唐娜薇 飾 寡婦蕾德曼

## 發行
《冤親債主》定於2017年上1月13日在美國上映。電影的美國映期原本定於2016年10月14日，後延遲至2016年6月3日，之後也曾改至2016年12月9日。

## 外部連結
- 互联网电影数据库（IMDb）上《冤親債主》的资料（英文）
- Box Office Mojo上《冤親債主》的資料（英文）
- Yahoo奇摩電影上《冤親債主》的資料（繁體中文）
- 開眼電影網上《冤親債主》的資料（繁體中文）